# Prospalta centralis
Prospalta centralis är en fjärilsart som beskrevs av Moore. Prospalta centralis ingår i släktet Prospalta och familjen nattflyn. Inga underarter finns listade i Catalogue of Life.